# Акулиакаттагмиут
Акулиакаттагмиут (англ. Akuliakattagmiut) — географически определённая подгруппа народности так называемых «медных инуитов», жившая на территории современной провинции Нунавут, Канада. Люди из этой подгруппы селились около мыса Бексли, на южном побережье, материковой стороне пролива Долфин-энд-Юнион, в окрестностях озера Акулиакаттак (англ. Akuliakattak Lake), которое является истоком реки Рей.

## Культура
Эскимосы Акулиакаттагмиут были наиболее изолированными и нецивилизованными из всех «медных инуитов».
Они не носили ремней на бёдрах, а потому их штаны быстро изнашивались.
Согласно данным, полученным исследователем Арктики Вильялмуром Стефансоном, эскимосы из этой подгруппы испытывали некий страх перед огнестрельным оружием, в то время как у остальных инуитов ничего подобного не было замечено. Все орудия труда этих людей были заострёнными. Они включали снеговые ножи из железа, ножи для обстругивания стали, загнутые ножи, иглы, ледорубы и инструменты для резки металла.
Некоторые народные песни инуитов Акулиакктак берут своё начало из культуры другой подгруппы эскимосов — Уаллинермиут (англ. Uallinermiut). Среди торговых партнёров Акулиакаттагмиут следует выделить инуитов Ханерагмиут и Пуиплирмиут (англ. Puiplirmiut).